# Juniperus turbinata
Juniperus turbinata — вид голонасінних рослин з родини кипарисових (Cupressaceae). Етимологія: епітет стосується носатої шишки, тобто має форму дзиґи.

## Морфологічна характеристика
Це однодомні чи дводомні вічнозелені кущі чи дерева до 8 метрів заввишки. Кора на старих деревах коричнева, відшаровується смугами. Гілочки діаметром 1 мм, округлі, лускаті. Листки як батогоподібні так і лускоподібні; батогоподібні на молодих рослинах, 5–14 × 0.5–1 мм, гострі, мукронатні (різко гострі); лускоподібні листки на дорослих рослинах, 0.7–1 мм завдовжки, яйцеподібно-ромбічні, щільно притиснуті, тупі. Насіннєві шишки 7–11 мм у діаметрі, дозрівають на 2-й рік, від чорного до зеленого або жовтуватого забарвлення; при дозріванні темно-червоні. Насіння (3)4–7(10) в шишці. 2n=22. Осипання пилку: жовтень і листопад.

## Поширення
Середземноморсько-аравійський вид.
Зустрічається на висоті 0–2000 метрів; на висотах узбережжя він, здається, обмежений найспекотнішим середземноморським кліматом у районах з 400–800 мм опадів на рік, тоді як гірські випадки зустрічаються у відносно жаркому/сухому регіоні північної Африки в прохолодніших областях, де випадає близько 200 мм опадів на рік. Зазвичай на вапняку в горах; інакше на скелястих і піщаних узбережжях.

## Галерея

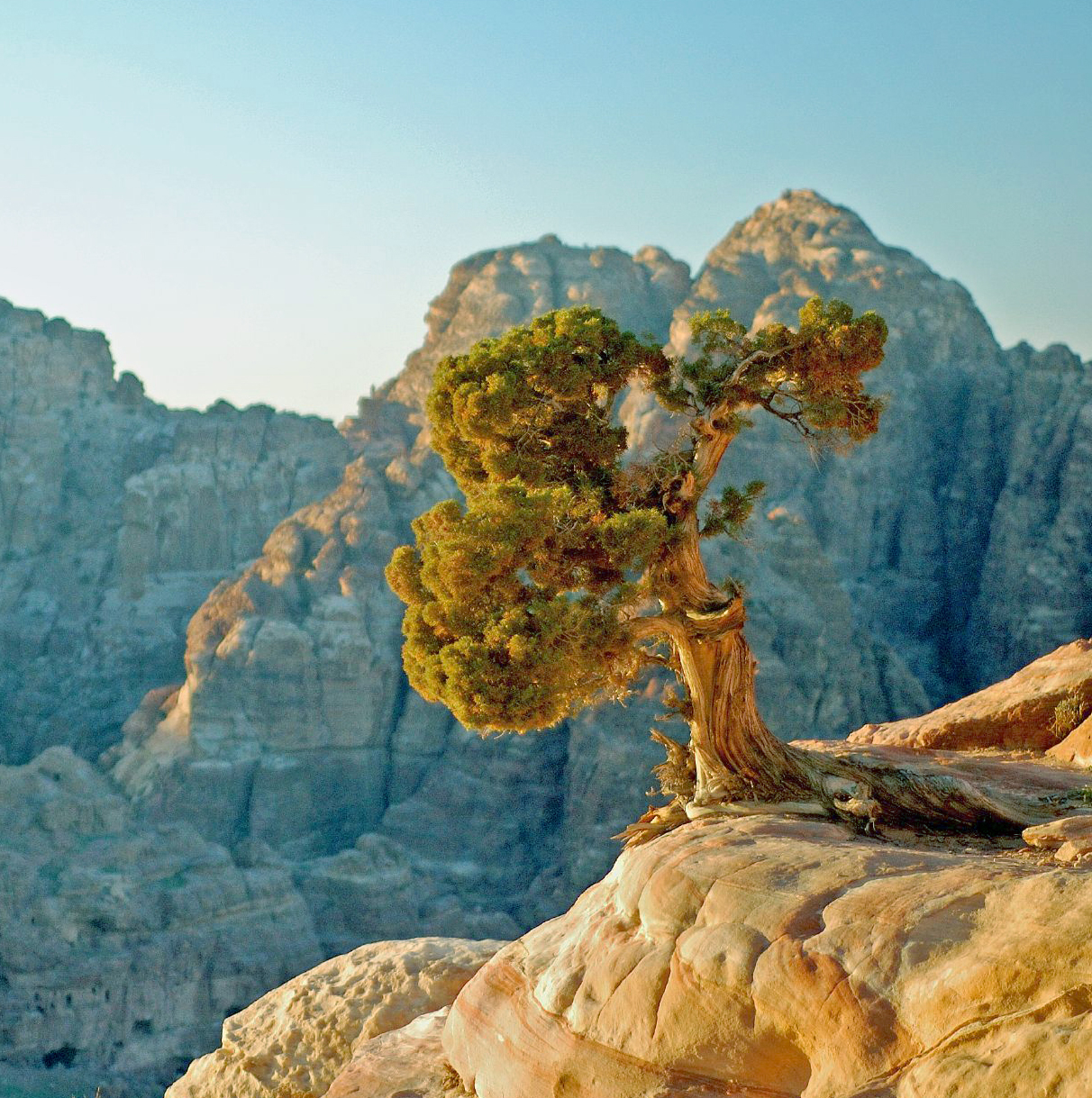
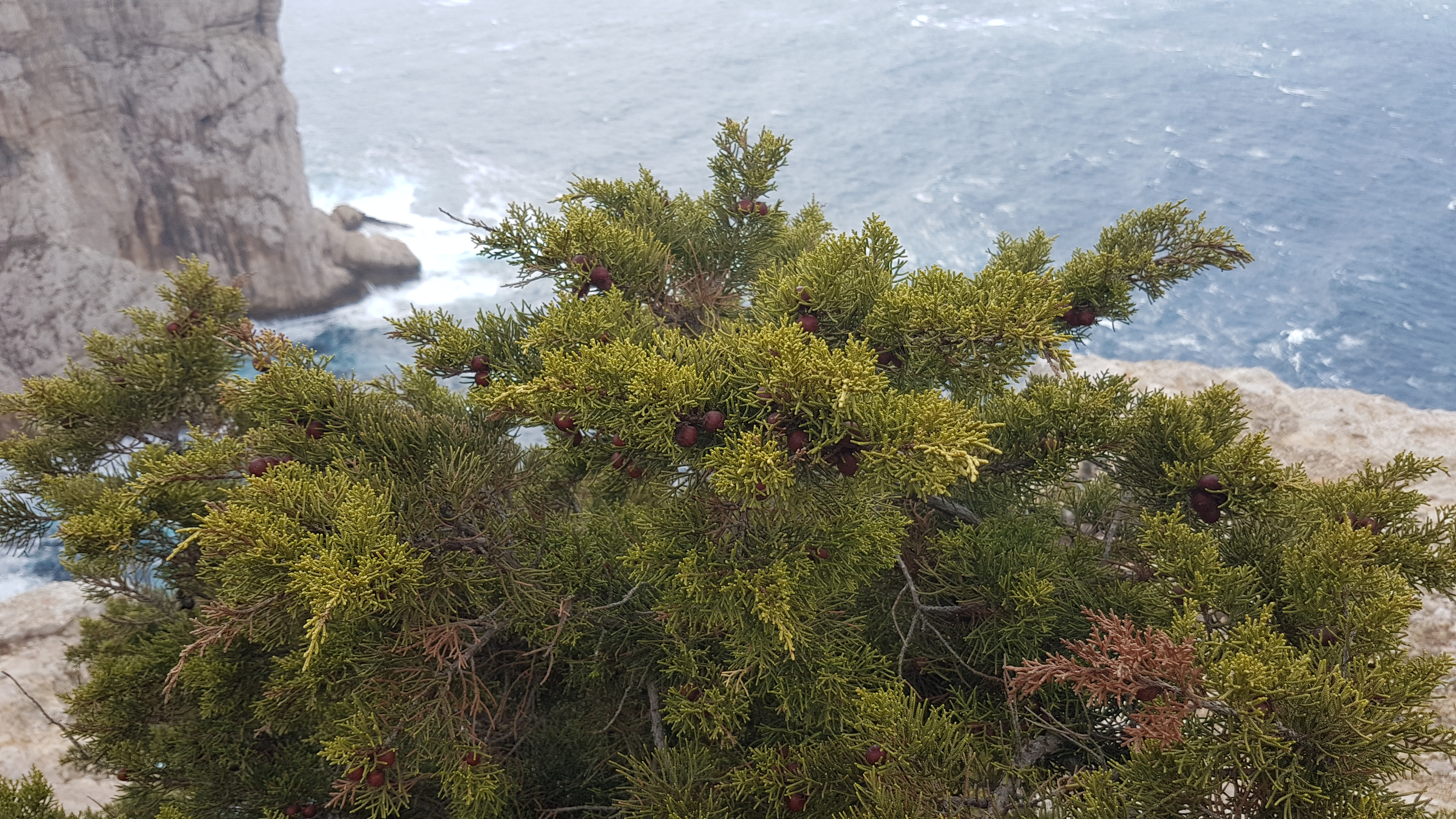
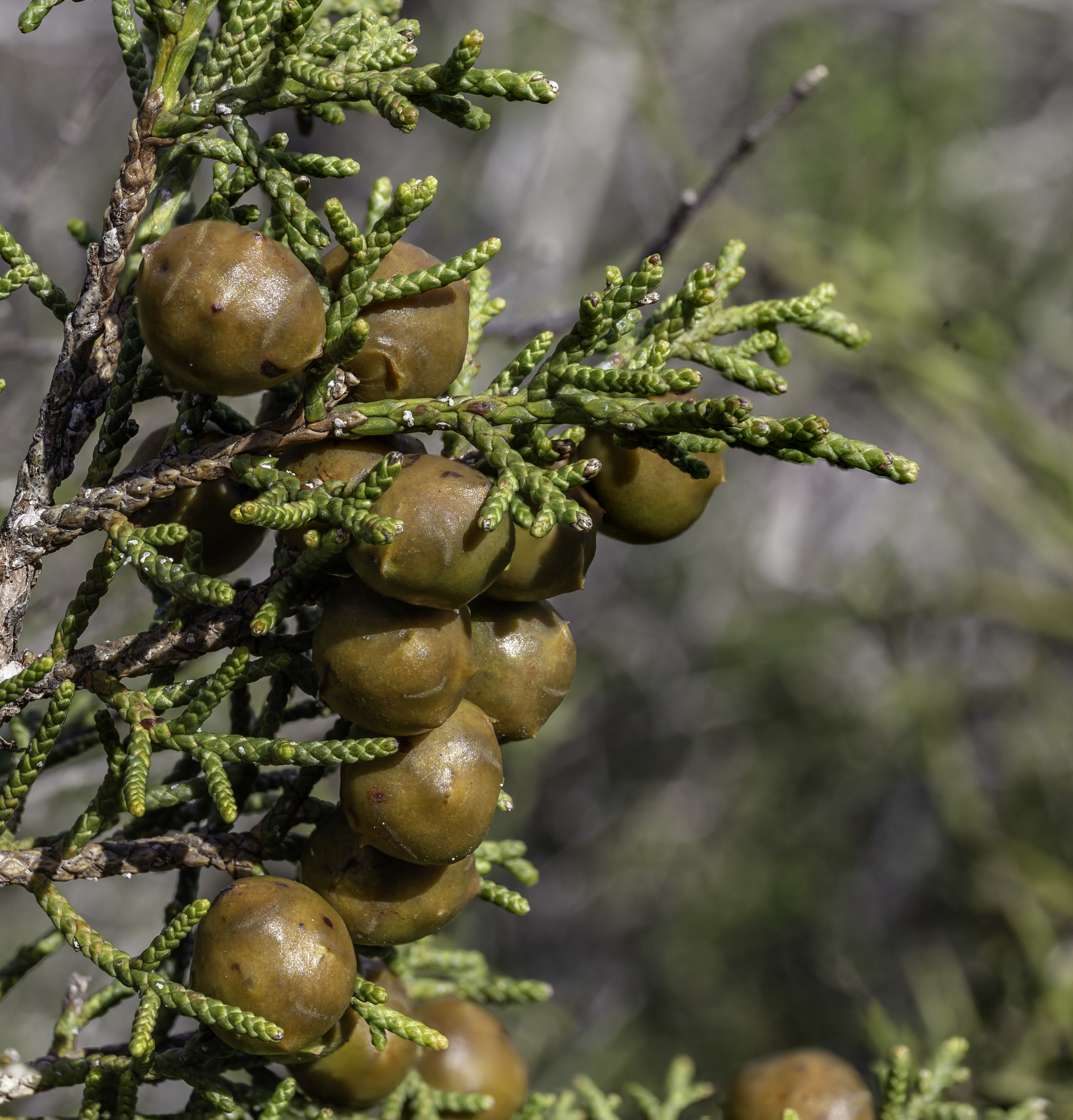